# Albert Bouffier
Pour les articles homonymes, voir Bouffier.
Albert Bouffier, né le 13 août 1835 à Pont-de-Beauvoisin et mort le 15 décembre 1913 à Nice, est un homme politique français.

## Biographie
Industriel dans le tissage de la soie à Lyon, il est conseiller municipal de cette ville en 1870 et premier adjoint au maire de 1881 à 1890. Conseiller général en 1890, il est président du conseil général du Rhône de 1893 à 1895. On lui doit le regroupement des facultés universitaires. Il est enfin sénateur du Rhône de 1897 à 1909, inscrit au groupe de l'Union républicaine.
Officier de la Légion d'Honneur, décret du 7 mai 1895. Ses insignes lui furent remis par Antoine Gailleton, Grand-Officier de la Légion d'Honneur, alors Maire de Lyon.

## Sources
- « Albert Bouffier », dans le Dictionnaire des parlementaires français (1889-1940), sous la direction de Jean Jolly, PUF, 1960 [détail de l’édition]